# 3743-as busz
A 3743-as jelzésű autóbuszvonal Miskolc és Mezőcsát között húzódó regionális vonal, amelyet a Volánbusz Zrt. üzemeltet.

## Útvonala

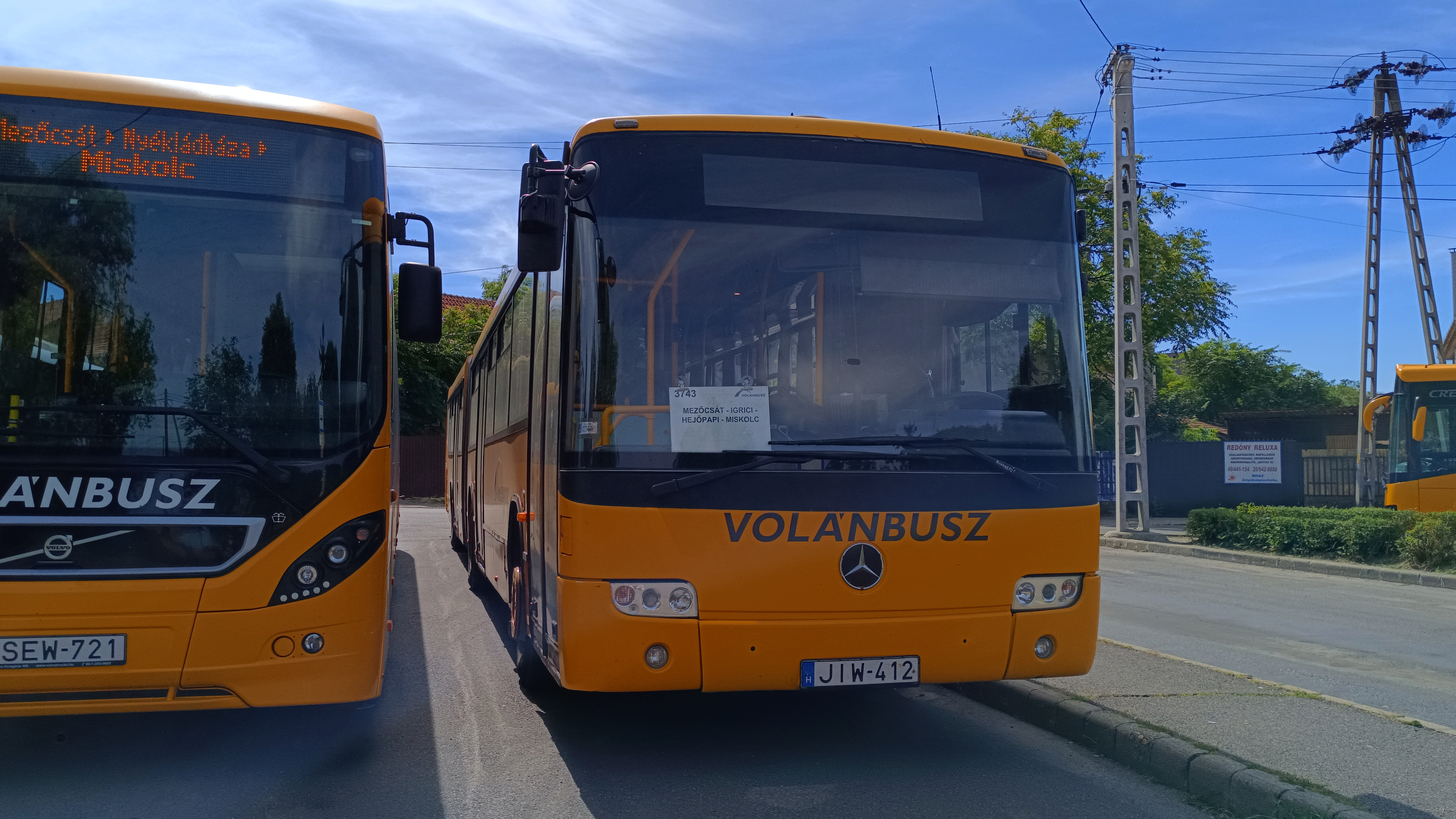
Credo csuklósokat Mercedes-Benz Conecto G-k pótolnak

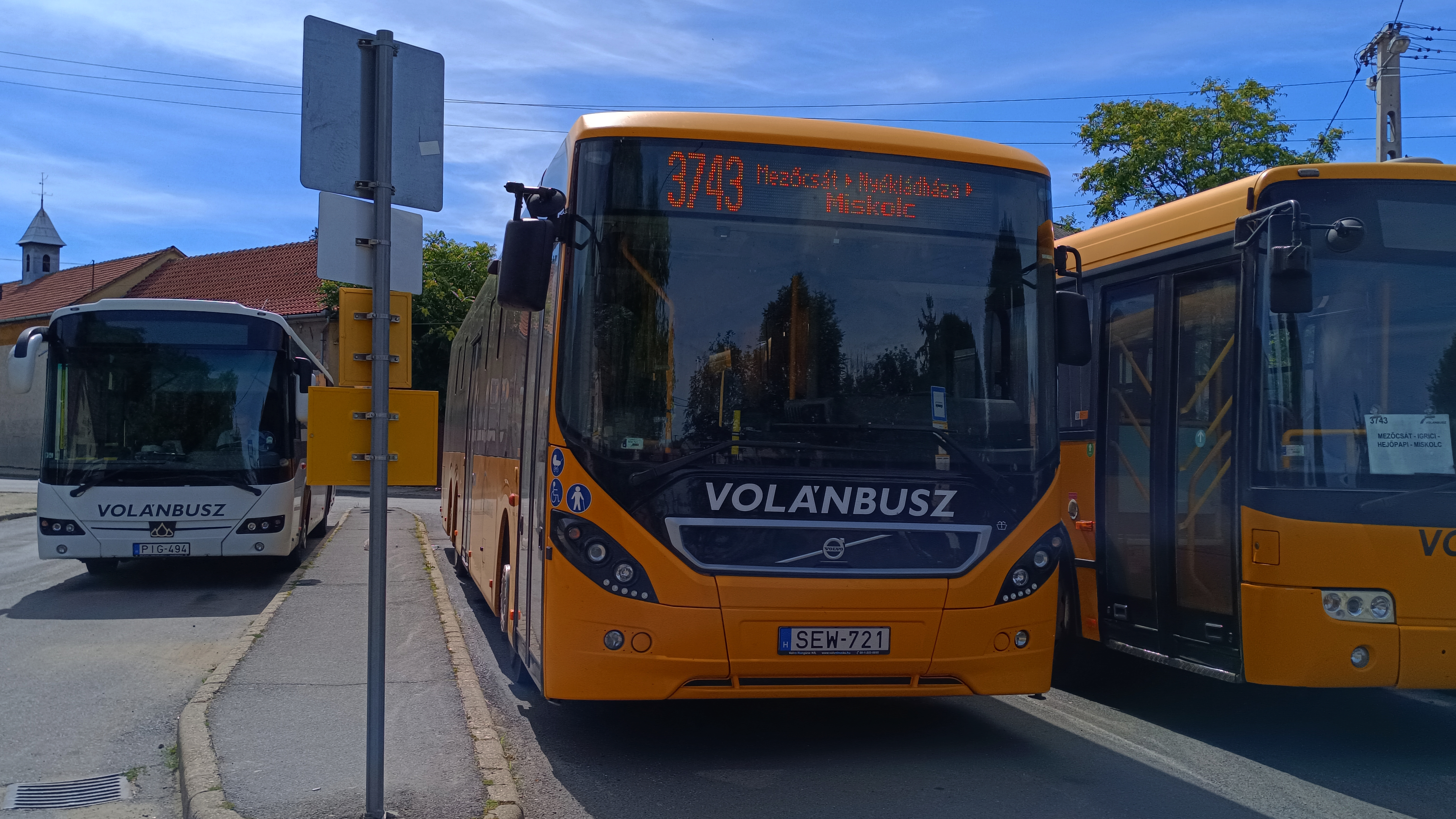
A vonal egyik törzsjárműve, ez teljesíti a késő esti 3741-es járatot is

A miskolci autóbusz-állomásról indul. A 3-as főúton kezdi el útját Mezőkövesd felé, odairányban a főúton, visszirányban a Csabai kapun és a Corvin utcán át közlekedik, melyek a város egyik jelentősebb csomópontjában, a miskolctapolcai elágazásnál érnek össze. Hejőcsaba és Görömböly városrészeiből kitérést tesz Miskolc déli, 304-es főút menti ipari parkjához műszakváltás idejében, ezután hagyja el a várost, párhuzamosan a Budapest–Sátoraljaújhely-vasútvonallal.
Első települését, Mályit az egykori téglagyára felől közelíti meg, vasárnapokon kettő alkalommal a főúttal párhuzamos Rákóczi utcán közlekedik, de legtöbbször a főúton tartózkodva szeli át, a környék egyik nevezetességének számító Mályi-tavat nem érintve. Innen déli irányban Nyékládháza következik, amelyen belül a Mezőcsát felé vezető úton a belvárosba megy, onnan a mellékúton el is hagyja azt a miskolci vasúti fővonal keresztezését követően. A bányászati munkák miatt itt is gyakoriak a bányatavak, horgásztavak, nyékládházai üdülőterületek mellett halad el a 2007-ben megszűntetett Mezőcsát–Nyékládháza-vasútvonallal együtt. Később Hejőkeresztúr településre több alkalommal is kitérést tesz, utána az Alföld és a Tisza felé folytatja útját. Azonos úton a 3741-es és 3742-es buszok közlekednek, de a vonal semelyiket nem követi. Hejőszalonta település mellett – ami már bőven a Tiszaújvárosi járásban található, így nem szokatlanok a vele kapcsolatban levő buszvonalak –, simán elsuhan. A járatok egy kietlen úton közlekednek, több kilométeren át település nincs a közelben, kivéve a Hejőpapi kavicsbányák, melyek mai napig nagyobb teherszállítási forgalmat helyeznek az erre vezető 3307-es mellékútra. Nemsokkal később Hejőpapit éri el, ahová többször is betér egészen északkeleti csücskéig, amerre a Hejőbába irányába eső út megy. Innen újra egy útvonalon közlekedik a 3741-es buszokkal, melyek szintén a két település között közlekednek, de egy sokkal nagyobb területet lefedve. Később keresztezi az M3-as autópályát, aztán Igrici zsákközséget is a Rigós-csatorna partján.

Legvégül 33 kilométer után elsőként a járásközpont termálfürdőjének üdülőterületét szolgálja ki, majd Mezőcsátra érkezik az autóbusz. Végállomására ellentétes irányból több járat a ma már nem üzemelő vasútállomásának felfűzése után érkezik a központi buszváróhoz.

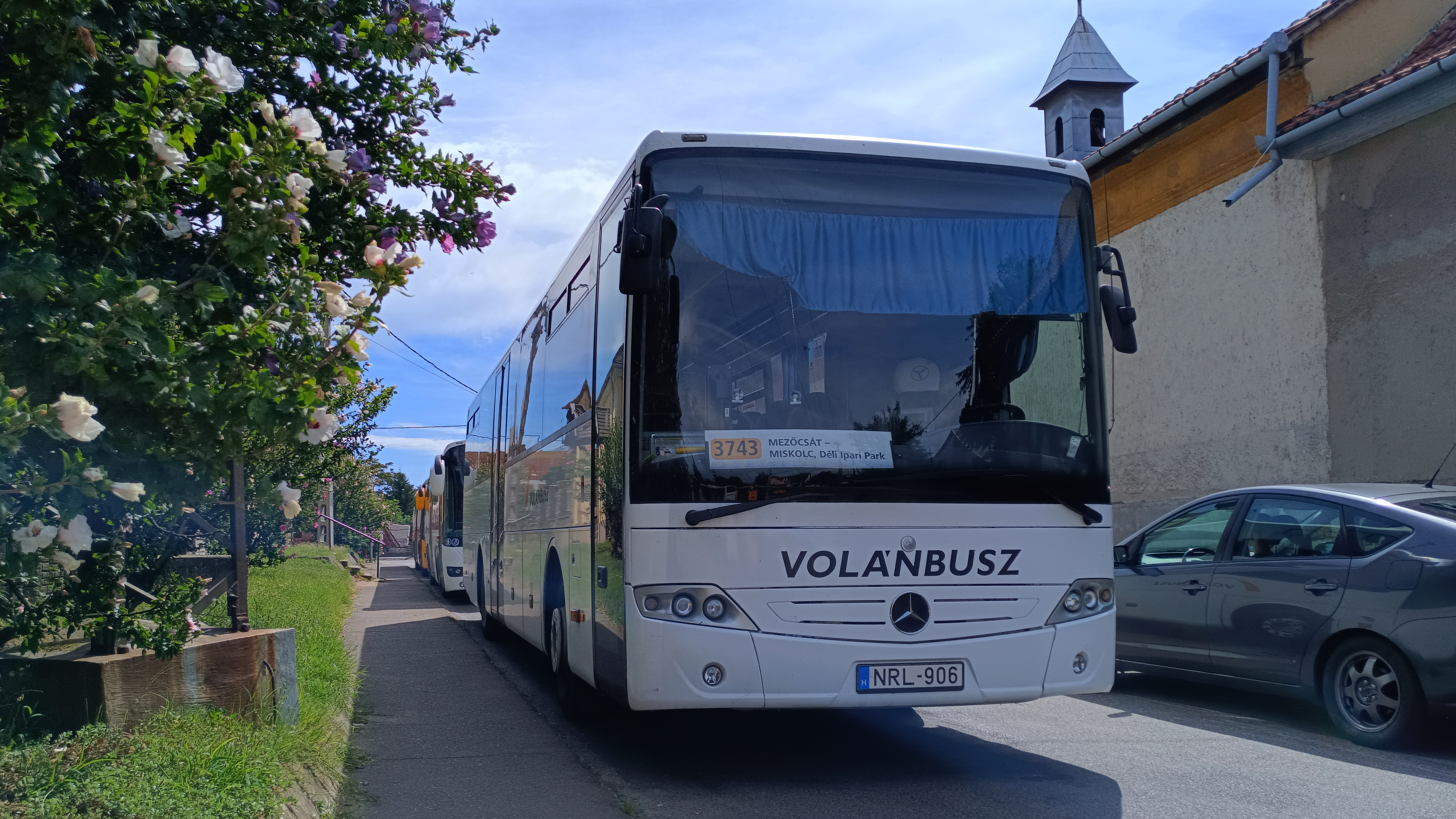
Miskolc Déli Ipari Parkja hétvégén végállomás

## Közlekedése
Indításai minden nap történnek, sűrű rendszerességgel. 2007 előtt vasúton is össze voltak kötve a járásközpontok (Mezőcsát–Hejőkeresztúr-vasútvonal), azóta az autóbuszos közlekedés nyújtja az egyedüli eljutást Miskolcról Mezőcsátra átszállásmentesen. Gyorsjáratok is fellelhetőek Miskolcról, illetve egyaránt szólók és csuklósok is. A vonalon kívül az imént említett 3741-es busz közlekedik 62 kilométeres hosszal késő este a megyeszékhelyről Miskolc – Nyékládháza – Szakáld – Nemesbikk – Igrici – Mezőcsát útvonalon.

### Törzsjárművei
- az NRL-906 rendszámú Mercedes-Benz Intouro,
- az SEW-721 rendszámú Volvo 8900,
- az SEW-723 rendszámú Volvo 8900 autóbuszok.

| Viszonylat                                    | Indításszám       | Közlekedési rend     |
| --------------------------------------------- | ----------------- | -------------------- |
| Miskolc, aut. áll. – Mezőcsát, aut. vt.       | 16 pár            | munkanapokon         |
| Miskolc, aut. áll. – Mezőcsát, aut. vt.       | 9 oda, 10 vissza  | szabadnapokon        |
| Miskolc, aut. áll. – Mezőcsát, aut. vt.       | 10 oda, 11 vissza | munkaszüneti napokon |
| Miskolc, Déli Ipari Park – Mezőcsát, aut. vt. | 4 pár             | szabadnapokon        |
| Miskolc, Déli Ipari Park – Mezőcsát, aut. vt. | 3 pár             | munkaszüneti napokon |
| Igrici, kh. ➝ Mezőcsát, aut. vt.              | 1 oda             | tanítási napokon     |

## Megállóhelyei
| 0 | Miskolc, autóbusz-állomás végállomás          | 0.0 km  | 1, 1G, 3, 3A, 4, 7, 11, 12G, 20, 20A, 24, 28, 32, 34G, 35, 43, 44, 45, 101B, 900, 914, 935 1050, 1053, 1369, 1370, 1372, 1373, 1374, 1375, 1376, 1377, 1380, 1381, 1383, 1384, 1410, 1411 3700, 3701, 3702, 3703, 3704, 3705, 3706, 3707, 3708, 3709, 3710, 3711, 3712, 3714, 3715, 3716, 3717, 3718, 3719, 3720, 3721, 3722, 3723, 3724, 3726, 3727, 3728, 3729, 3730, 3731, 3733, 3734, 3735, 3736, 3737, 3738, 3739, 3740, 3741, 3742, 3744, 3745, 3746, 3747, 3748, 3749, 3750, 3751, 3752, 3753, 3754, 3755, 3757, 3760, 3761, 3764, 3765, 3766, 3767, 3770, 3772, 3773, 3774, 3775, 3776, 3777, 4019 |
| 1 | Miskolc, Vörösmarty út (↓)                    | 1.0 km  | 3A, 14G, 21, 21G, 24, 32, 35, 45, 901, Auchan 1 1050, 1369, 1370, 1372, 1375, 1376, 1377, 1380, 1381 3738, 3739, 3740, 3741, 3742, 3744, 3745, 3746, 3747, 3748, 3749, 3750, 3751, 3752, 4019 |
| ∫ | Miskolc, Corvin utca (↑)                      | ∫       | 20, 28, 34, 35, 43, 44, Auchan 1 1369, 1370, 1372, 1375, 1376, 1377, 1410 3738, 3739, 3740, 3741, 3742, 3744, 3745, 3746, 3747, 3748, 3749, 3750, 3751, 3752, 4019 |
| 2 | Miskolc, Lévay József utca (↓)                | 1.8 km  | 4, 30, 31, 32, 35G, 45 1369, 1370, 1377, 1381 3738, 3739, 3740, 3741, 3742, 3744, 3745, 3746, 3747, 3748, 3749, 3750, 3751, 3752, 4019 |
| ∫ | Miskolc, SZTK rendelő (↑)                     | ∫       | 14, 20, 21, 30, 31, 34, 36, 43, 44, 900, 914, 935 1369, 1370, 1377 3738, 3739, 3740, 3741, 3742, 3744, 3745, 3746, 3747, 3748, 3749, 3750, 3751, 3752, 4019 |
| 3 | Miskolctapolcai elágazás                      | 3.2 km  | 4, 14, 20, 24, 30, 32, 34, 36, 43, 44, 45, 900, 914, 935 1050, 1369, 1370, 1372, 1373, 1374, 1375, 1376, 1377, 1380, 1381, 1410, 1411 3738, 3739, 3740, 3741, 3742, 3744, 3745, 3746, 3747, 3748, 3749, 3750, 3751, 3752, 4019 |
| 4 | Miskolc (Hejőcsaba), gyógyszertár             | 4.3 km  | 4, 14, 43, 44, 45, 900, 914 1377, 1381 3738, 3739, 3740, 3741, 3742, 3744, 3745, 3746, 3747, 3748, 3749, 3750, 3751, 3752, 4019 |
| 5 | Miskolc (Hejőcsaba), cementgyár               | 5.0 km  | 4, 14, 43, 44, 45, 900, 914 1377, 1381 3738, 3739, 3740, 3741, 3742, 3744, 3745, 3746, 3747, 3748, 3749, 3750, 3751, 3752, 4019 |
| 6 | Miskolc, Görömböly bejárati út (↓)            | 5.8 km  | 4, 43, 44, 53 1377, 1381 3738, 3739, 3740, 3741, 3742, 3744, 3745, 3746, 3747, 3748, 3749, 3750, 3751, 3752, 4019 |
| 7 | Miskolc, harsányi útelágazás (↓)              | 6.5 km  | { 4, 43, 44, 53 1050, 1369, 1372, 1375, 1376, 1377, 1381 3738, 3739, 3740, 3741, 3742, 3744, 3745, 3746, 3747, 3748, 3749, 3750, 3751, 3752, 4019 |
| Munkanapokon 8; szabadnapokon 8; munkaszüneti napokon 6 alkalommal érintett.                                      |                                               |         | |
| ∫ | Miskolc, Déli Ipari Park vonalközi végállomás | ∫       | 43, 44, 45, 53 1377, 1381 3749, 3751, 3752, 4019 |
| ∫ | Miskolc, harsányi útelágazás (↑)              | ∫       | 4, 43, 44, 53 1050, 1369, 1372, 1375, 1376, 1377, 1381 3738, 3739, 3740, 3741, 3742, 3744, 3745, 3746, 3747, 3748, 3749, 3750, 3751, 3752, 4019 |
| 8 | Miskolci Állami Gazdaság                      | 8.8 km  | 1377, 1381 3739, 3740, 3741, 3742, 3744, 3745, 3747, 3748, 3749, 3750, 4019 |
| 9 | Mályi, Agroker bejárati út                    | 9.7 km  | 1370, 1377, 1381 3739, 3740, 3741, 3742, 3744, 3745, 3747, 3748, 3749, 3750, 4019 |
| 10 | Mályi, téglagyár                              | 10.3 km | 1370, 1377, 1381 3739, 3740, 3741, 3742, 3744, 3745, 3747, 3748, 3749, 3750, 4019 |
| 11 | Mályi, bolt                                   | 11.1 km | 1050, 1369, 1370, 1372, 1375, 1376, 1377, 1380, 1381, 1410 3739, 3740, 3741, 3742, 3744, 3745, 3747, 3748, 3749, 3750, 4019 |
| Munkaszüneti napokon 2 alkalommal érintett.                                                                       |                                               |         | |
| ∫ | Mályi, Rákóczi utca                           | ∫       | 3739, 3740, 3744, 3745 |
| ∫ | Mályi, József Attila utca                     | ∫       | 3739, 3740, 3744, 3745 |
| 12 | Mályi, lakótelep                              | 11.8 km | 1377, 1381 3739, 3741, 3742, 3744, 3745, 3747, 3748, 3749, 3750, 4019 |
| 13 | Nyékládháza, ónodi elágazás                   | 13.4 km | 1369 3739, 3741, 3742, 3744, 3745 |
| 14 | Nyékládháza, gyógyszertár                     | 14.2 km | 1369 3739, 3741, 3742, 3744, 3745 |
| 15 | Nyékládháza, almáskert                        | 15.8 km | 3741, 3742 |
| 16 | Hejőkeresztúr, bejárati út                    | 19.1 km | 3741, 3742, 3967, 4009 |
| Naponta 10 alkalommal érintett.                                                                                   |                                               |         | |
| ∫ | Hejőkeresztúr, iskola                         | ∫       | 3741, 3742, 3967, 4009 vonatpótló – Hejőkeresztúr (89) |
| ∫ | Hejőkeresztúr, autóbusz-forduló               | ∫       | 3741, 3742, 3967, 4009 |
| ∫ | Hejőkeresztúr, iskola                         | ∫       | 3741, 3742, 3967, 4009 vonatpótló – Hejőkeresztúr (89) |
| 16 | Hejőkeresztúr, bejárati út                    | 19.1 km | 3741, 3742, 3967, 4009 |
| 17 | Hejőszalonta, bejárati út                     | 21.2 km | 3741, 3742, 3967, 3969, 4009 |
| 18 | Szakáldi elágazás                             | 21.9 km | 3741, 3967, 3969, 4009 |
| 19 | Hejőpapi elágazás                             | 26.8 km | 3741, 3967, 3968, 3969, 4009 |
| Munkanapokon 28; szabadnapokon 27; munkaszüneti napokon 26 alkalommal érintett.                                   |                                               |         | |
| ∫ | Hejőpapi, orvosi rendelő                      | ∫       | 3741, 3966, 3968 |
| ∫ | Hejőpapi, községháza                          | ∫       | 3741, 3966, 3968 |
| ∫ | Hejőpapi, Kossuth utca 10. (autóbusz-forduló) | ∫       | 3741, 3966, 3968 |
| ∫ | Hejőpapi, községháza                          | ∫       | 3741, 3966, 3968 |
| ∫ | Hejőpapi, orvosi rendelő                      | ∫       | 3741, 3966, 3968 |
| 19 | Hejőpapi elágazás                             | 26.8 km | 3741, 3967, 3968, 3969, 4009 |
| 20 | Igrici elágazás                               | 30.1 km | 3741, 3966, 3967, 3968, 3969, 4009 |
| Tanítási napokon 29; tanszünetben munkanapokon 28; szabadnapokon 27; munkaszüneti napokon 26 alkalommal érintett. |                                               |         | |
| ∫ | Igrici, Kossuth utca 6.                       | ∫       | 3741, 3966, 3967, 3968, 3969 |
| ∫ | Igrici, községháza vonalközi végállomás       | ∫       | 3741, 3966, 3967, 3968, 3969 |
| ∫ | Igrici, Kossuth utca 6.                       | ∫       | 3741, 3966, 3967, 3968, 3969 |
| 20 | Igrici elágazás                               | 30.1 km | 3741, 3966, 3967, 3968, 3969, 4009 |
| 21 | Mezőcsát, fürdő                               | 32.4 km | 3741, 4009 |
| 22 | Mezőcsát, Munkás utca                         | 33.8 km | 3741, 4009 |
| Munkanapokon 5; hétvégén 6 alkalommal érintett.                                                                   |                                               |         | |
| ∫ | Mezőcsát vasútállomás                         | ∫       | 3741, 3963, 4008 |
| 23 | Mezőcsát, autóbusz-váróterem végállomás       | 35.3 km | 3741, 3963, 3964, 3965, 3976, 4008, 4009, 4010, 4021, 4028, 4030 |